# 128315 Dereknelson
128315 Dereknelson este o planetă minoră (asteroid) din centura de asteroizi. A fost descoperită pe 17 februarie 2004 la Catalina Station⁠(d) de Catalina Sky Survey. 
Obiectul prezintă o orbită caracterizată de o semiaxă mare de 2,2152275357144 UAi, o excentricitate de 0,12, o înclinație de 4,7 ° în raport cu ecliptica.